# Laskowice (Nysa)
Pour les articles homonymes, voir Laskowice.
Laskowice est une localité polonaise de la voïvodie d'Opole et du powiat de Nysa.